# Suncus
Suncus (Ehrenberg, 1832) è un genere della famiglia dei Soricidi.

## Descrizione

### Dimensioni
Al genere Suncus appartengono toporagni di dimensioni molto variabili, a partire dal mustiolo etrusco, considerato il più piccolo mammifero terrestre vivente, fino al toporagno muschiato, il soricide più grande che si conosca. La lunghezza della testa e del corpo varia tra 35 e 155 mm, la lunghezza della coda tra 25 e 100 mm e il peso può arrivare fino a 100 g nel caso di S. murinus.

### Caratteristiche craniche e dentarie
Il cranio è lungo, stretto e con una scatola cranica appiattita, le creste ben sviluppate e con quattro denti superiori unicuspidati,  l'ultimo dei quali spesso molto piccolo o rudimentale.
Sono caratterizzati dalla seguente formula dentaria:

### Aspetto
Il corpo è generalmente minuto eccetto che S.murinus, delle dimensioni di un topo. Su ogni fianco è presente una massa ghiandolare ricoperta di peli che secerne una sostanza oleosa dal forte odore di muschio. Il muso è allungato, appuntito e ricoperto di lunghe vibrisse, gli occhi sono piccoli. Le orecchie sono grandi, visibili e prive di peli. La coda è di lunghezza variabile tra 40 e 65% della testa e del corpo tranne che in S.megalura dove è circa il 110%, è tozza e ricoperta di lunghi peli. Le femmine hanno tre paia di mammelle inguinali.

## Distribuzione
Il genere è diffuso in Europa meridionale, Africa subsahariana, Madagascar e dal Subcontinente indiano attraverso la Cina meridionale e l'Indocina fino al Borneo e all'isola indonesiana di Flores.

## Tassonomia
Il genere comprende 18 specie.
- Suncus ater
- Suncus dayi
- Suncus etruscus
- Suncus fellowesgordoni
- Suncus hosei
- Suncus hututsi
- Suncus infinitesimus
- Suncus lixus
- Suncus madagascariensis
- Suncus malayanus
- Suncus megalura
- Suncus mertensi
- Suncus montanus
- Suncus murinus
- Suncus remyi
- Suncus stoliczkanus
- Suncus varilla
- Suncus zeylanicus